# Op5 Monitor
OP5 Monitor ist eine Service-Monitoring-Software für Netzwerkmanagement-Lösungen, basierend auf dem Open-Source-Projekt Nagios, die durch das Unternehmen OP5 AB weiter entwickelt und unterstützt wird.
op5 Monitor zeigt den Status und die Leistungsfähigkeit der zu überwachenden IT-Netzwerkumgebung an und hat einen integrierten Log-Server, den Logger. Das Unternehmen bietet Software zur Netzwerk Überwachung und zur Fehlerbehebung in IT-Umgebungen an. Es werden Informationen sowohl aus Hardware, Software, virtuellen und/oder Cloud-basierten Diensten gesammelt und ausgewertet.

## Geschichte
Das Unternehmen OP5 AB wurde 2004 von Jan Josephson und Fredrik Åkerström in Stockholm, Schweden gegründet. Es wurde konzipiert, um eine IT-Monitoring-Lösung für große IT-Umgebungen zu entwickeln.

## Management Packs
Management-Packs sind Module von vordefinierten Überwachungsmetriken. Nutzer können eigene Management-Packs erstellen und so ihren eigenen Standard setzen, wie ein bestimmtes Gerät im Netzwerk überwacht werden soll.
- Management-Pack DNS Server
- Management-Pack Generic Server
- Management-Pack Standalone VMware ESXi Virtualization Host
- Management-Pack Web Server mit HTTPS
- Management-Pack Web Server.json
- Management-Pack Windows Server

## OP5-Monitor-Erweiterungen
Die OP5-Erweiterungen sind eine Reihe von Produkten, die spezifische Funktionalitäten zur weiteren Verbesserung der Kontrolle bieten.
- OP5 Logserver Extension: Zentralisiertes „Log Handling“[6]
- OP5 Monitor Peer: Skalierung des Monitorings[7]
- OP5 Monitor Poller: Ermöglicht zentrale Steuerung bei mehreren Standorten[8]
- OP5 Monitor Cloud Extension: Das komplette System ist somit direkt von einem Cloud-Service verfügbar[9]
- OP5 Trapper: „Trap Handling“ Erweiterung[10]

## OP5-Monitor-Add-Ons
Add-ons für OP5 Monitor werden in der Regel von Partnern oder anderen Software-Entwicklungsunternehmen für die Erweiterung oder die Integration von op5-Monitor entwickelt.
- JIMO Integrations-Add-on für JIRA: Zwei-Wege-Kommunikation zwischen op5 Monitor- und JIRA. Dieses Add-on wurde von Mogul entwickelt[11][12][13]
- NetApp monitoring add-on: Monitoring von NetApp Systemen[14]

## Auszeichnungen und Anerkennungen
op5 wurde schon in den Nachrichten erwähnt und erhielt mehrere Auszeichnungen, wie z. B. „Cool Vendor“ von Gartner 2010.
- 2013: Red Herring 100 Global Winner[19]
- 2012: Red Herring 100 Europe Winner[20]
- 2010: Achieves Credit Rating AAA[21]
- 2008: Recognized as "Fast 500 EMEA" by Deloitte Technology[22]